# 低速度走査テレビジョン

Mechanical glow drum slow scan television monitor

低速度走査テレビジョン（ていそくどそうさテレビジョン・SSTV、英語: slow scan television）とは、無線通信、特に短波帯などで狭帯域幅で低速度の映像をやり取りする方式のテレビジョンである。
低速度走査テレビジョンを運用するには、トランシーバー、スロー・スキャン・コンバーター（英語: slow scan converter）、テレビカメラ、テレビ受像機が必要になる。パソコンにSSTVソフトウェアを導入すると、簡単なインターフェースでトランシーバーと接続するだけで運用できる。
長残光ブラウン管を利用して低速度走査から直接画像を得るという受像方法もあるが、特殊機材であるためなかなか難しい。